# Élisabeth Brière
Pour les articles homonymes, voir Brière.
Élisabeth Brière, née en 1967 ou 1968 à Québec, est une notaire et femme politique canadienne.
Elle est élue à la Chambre des communes dans la circonscription de Sherbrooke lors des élections fédérales de 2019 sous la bannière du Parti libéral du Canada.

## Biographie
Élisabeth Brière est titulaire d'un baccalauréat en droit de l'Université de Sherbrooke. Elle obtient également un diplôme de droit notarial et est admise à la Chambre des notaires du Québec en 1991, puis obtient un certificat en administration des affaires en 1993. Elle est notaire chez Monty Sylvestre, à Sherbrooke, ainsi que chargée de cours à l'Université de Sherbrooke. Avant son élection de 2019, elle est présidente de la Maison Aube-Lumière, une résidence de soins palliatifs, et bénévole dans de nombreux organismes.

### Carrière politique
Choisie candidate libérale dans la circonscription de Sherbrooke en août 2019, elle l'emporte lors du scrutin du 21 octobre avec moins de 30 % des voix, dans une lutte serrée contre le député sortant Pierre-Luc Dusseault du Nouveau Parti démocratique et le candidat du Bloc québécois Claude Forgues, et devient la députée de la circonscription à la Chambre des communes. En décembre 2019, elle est nommée secrétaire parlementaire de la ministre du Développement économique et des Langues officielles, Mélanie Joly.
Réélue lors des élections fédérales de 2021, Élisabeth Brière est nommée ministre du Revenu national dans le gouvernement de Justin Trudeau lors du remaniement du 20 décembre 2024.
Le 14 mars 2025, son portefeuille ministériel est élargi aux Anciens Combattants par le nouveau Premier ministre Mark Carney.